# Lijst van Pruisische ministers van Politie
Dit is een lijst van ministers van Politie van Pruisen.
- 1814-1819: Wilhelm zu Sayn-Wittgenstein-Hohenstein
- 1819-1830: --
- 1830-1834: Gustav Adolf Eward von Brenn
- 1834-1842: Gustav Rochus von Rochow